# لئونید لئونوف
لئونید ماکسیموویچ لئونوف ( روسی: Леони́д Макси́мович Лео́нов ؛ May 31 [سبک قدیمی: May 19] 1899 - 8 آگوست 1994) رمان نویس و نمایشنامه نویس شوروی بود . آثار وی با عذاب عمیق روانی داستایوسکی مقایسه شده است.

## اوایل زندگی
لئونید در سال 1899 در مسکو متولد شد. پدرش ، ماکسیم لئونوف ، یک شاعر دهقان خودآموخته بود که زمانی رئیس حلقه ادبی و موسیقی سوریکوف بود (سوریکوف نیز ریشه دهقانی داشت). ماکسیم لئونوف بعداً به گروه ادبی Sreda مسکو پیوست ، که ماکسیم گورکی ، لئونید آندریف و ایوان بونین از اعضای آن بودند.
اولین خاطره لئونید مربوط به سال 1905 بود ، زمانی که دوک بزرگ سرگئی الکساندروویچ از روسیه توسط تروریست کالایایف ترور شد. در همان سال پدر لئونید به دلیل دو جزوه ای که منتشر کرده بود دستگیر شد. مادربزرگش لئونید را دو بار برای ملاقات پدرش در زندان برد. ماکسیم لئونوف پس از 20 ماه حبس به آرخانگلسک تبعید شد. لئونید در آنجا چند بار به بازدید او رفت برداشت و مشاهداتش بعد از آن در بسیاری از آثار او، به ویژه احمق منعکس شد.
وی از سال 1910 تا 1918 در سالن ورزشی سوم مسکو حضور یافت. اولین شعرها ، نقدها و گزارش های خبری وی در سال 1915 در مجله Severnoe Utro منتشر شد . وی قصد داشت در دانشگاه دولتی مسکو در رشته پزشکی تحصیل کند ، اما با شروع جنگ داخلی روسیه برنامه هایش مختل شد. 